# Nintendo Points
Nintendo Points (Nintendo-punten) was een betalingseenheid die door Nintendo wordt gebruikt om computerspellen en andere toepassingen voor de Wii-spelcomputer en de Nintendo DSi te kunnen kopen en downloaden. Consumenten konden een "Nintendo Points Card" aanschaffen en deze binnen de Wii Shop Channel als betaalmiddel te gebruiken.

## Gebruik
Hoofdzakelijk worden de kaarten gebruikt voor de aanschaf van spellen voor de Wii Virtual Console en de Nintendo DSi. Het is ook mogelijk om met Wii Points extra content te downloaden voor spellen, er zijn nu 6 spellen die dit ondersteunen Final Fantasy Crystal Chronicles: My Life as a King, Final Fantasy IV: The After Years, Mega Man 9, DJ Hero, U-Sing en Just Dance 2. Dit staat beter bekend als Nintendo Wi-Fi Pay and Play en de spellen hebben dan een rood wifi-connectielogo in plaats van een blauwe. Deze techniek wordt alleen gebruikt door Nintendo om extra functies aan te kunnen bieden en wordt dus niet gebruikt om de speler te laten betalen om enkel online te kunnen spelen. Het online spelen blijft vooralsnog gratis.

## Prijsstelling

### Nintendo Points Card
In Japan waren er prepaidkaarten van 1000, 3000 en 5000 Yen (waarbij aankoop een classic controller bij vergezeld is). 100 Wii-punten (Nintendo Points) komen dus overeen met 1 euro (1 cent per punt).
In andere landen was er in het begin slechts een soort, een prepaidkaart van 2000 Wii-punten (oude naam voor Nintendo Points) die rond de 20 euro kostte. Vanaf 2009 kwamen er in andere landen naast 2000 Nintendo Points ook kaarten voor 1000 (ongeveer €10) en 3000 (ongeveer €30) Nintendo Points. Dit was vanwege de uitgave van de Nintendo DSi.
Als de speler de punten toevoegde aan zijn winkelaccount op de Wii (binnen het Wii Shopping Channel) dan werden de punten "Wii-punten" (Wii Points). Als de speler de punten toevoegde in de DSi Shop op de Nintendo DSi (XL) werden het DSi-punten (DSi Points).

### Wii Virtual Console-spellen
De prijsstelling van Virtual Console-spellen is mede afhankelijk van het spelplatform waarvoor spel oorspronkelijk was ontwikkeld. De onderstaande, onvolledige, prijstabel bevat de prijzen voor de ondersteunde spelplatformen.

### Gratis applicaties
Soms zet Nintendo een gratis applicatie op het netwerk. Meestal is dit geen spel maar een nuttig speeltje. Voor de Wii kan je het Nintendo-kanaal, het enquête-kanaal, het geluksdag-kanaal en het internet-kanaal gebaseerd op Opera 9.4 (hoewel die eerst 500 punten kostte) gratis downloaden. Voor de Nintendo DSi zijn er 3 gratis applicaties namelijk: De internet-browser, ook op Opera 9.4 , Flipnote Studio waarmee men filmpjes kan maken met de camera, microfoon, het touchscreen (tekenen) en vervolgens kan het op het internet gezet worden. Website waar alle online gezette Flipnote-creaties bekeken kunnen wordenen de nintendo 3ds transfer tool, die gebruikt kan worden voor het verzenden gegevens van de dsi naar de 3ds is deze aplicatie eenmaal geïnstallerd kan deze niet meer verwijderd worden.

### Hanabi Festival
Soms houdt Nintendo een Hanabi Festival (in Japan is dat een groot feest, zie Sumidagawa Fireworks Festival). Er zijn er al vier geweest en in die periode worden er games voor de Virtual Console uitgebracht die in Europa nooit verschenen zijn op de oorspronkelijke consoles, zoals Super Mario RPG (en). Deze spellen zijn doorgaans wat duurder. Voor de NES is een spel 600 punten, voor de SNES 900 punten en voor de N64 1200 punten. Deze prijzen zijn dus voor spellen die tijdens een Hanabi Festival worden uitgebracht voor de virtual console.

### Prijstabel
| Game console                      | NES   | SNES   | N64    | Sega Mega Drive | PC Engine | MSX    | Neo-Geo | Commodore 64 |
| --------------------------------- | ----- | ------ | ------ | --------------- | --------- | ------ | ------- | ------------ |
| Wii Points                        | 500   | 800    | 1000   | 800¹            | 600       | 800    | 800     | 500          |
| Australië                         | $7.50 | $12.00 | $15.00 | $12.00          | $9.00     | $12.00 | $12.00  | 7.50         |
| Europese Unie waaronder Nederland | €5,00 | €8,00  | €10,00 | €8,00           | €6,00     | €8,00  | €8,00   | €5,00        |
| Japan                             | ¥500  | ¥800   | ¥1000  | ¥600            | ¥600      | ¥800   | ¥800    | ¥500         |
| Verenigd Koninkrijk               | £3.50 | £5.60  | £7     | £5.60           | £4.20     | £5.60  | £5.60   | £3.50        |
| Verenigde Staten                  | $5.00 | $8.00  | $10.00 | $8.00           | $6.00     | $8.00  | $8.00   | $5.00        |

## Nintendo 3DS

### Nintendo eShop
Bij de Nintendo 3DS wordt er echter niet meer met punten afgerekend, maar met gewoon geld. Er zijn wel speciale kraskaarten voor de Nintendo eShop in de waardes van € 15 en € 25. De kaarten voor de eShop kunnen ook als Nintendo Points worden gebruikt.